# Juninia annulifera
Juninia annulifera är en skalbaggsart som först beskrevs av Kirsch 1889.  Juninia annulifera ingår i släktet Juninia och familjen långhorningar. Inga underarter finns listade i Catalogue of Life.